# Halticoptera smaragdina
Halticoptera smaragdina är en stekelart som först beskrevs av Curtis 1832.  Halticoptera smaragdina ingår i släktet Halticoptera och familjen puppglanssteklar. Arten är reproducerande i Sverige. Inga underarter finns listade i Catalogue of Life.